# دردار شانغي
دردار شانغي (الاسم العلمي: Ulmus changii) هو نوع نباتي يتبع جنس الدردار من فصيلة الدردارية.